# Heinrich Mückter
Heinrich Mückter (* 14. Juni 1914 in Körrenzig; † 22. Mai 1987 in Aachen) war ein deutscher Mediziner, Pharmakologe und Chemiker. Von der polnischen Justiz wurden ihm medizinische Experimente an KZ-Häftlingen und NS-Zwangsarbeitern vorgeworfen. Einer Verhaftung entzog er sich durch Flucht in die westlichen Besatzungszonen. Öffentlich bekannt wurde er in seiner Funktion als wissenschaftlicher Direktor bei dem Stolberger Pharmaunternehmen Grünenthal, wo unter seiner Leitung das Schlaf- und Beruhigungsmittel Contergan (vgl. Contergan-Skandal) entwickelt wurde.

## Leben
1933 wurde er Mitglied der SA und 1937 Mitglied der NSDAP. Während des Zweiten Weltkriegs war er Stabsarzt und stellvertretender Direktor des Instituts für Fleckfieber und Virusforschung des Oberkommandos des Heeres unter Hermann Eyer in Krakau. Mit menschenverachtenden Methoden wurde dort der Weigl-Impfstoff gegen Fleckfieber hergestellt. Bei den „medizinischen Experimenten“ wurden KZ-Häftlinge als Versuchspersonen missbraucht, nicht wenige starben dabei. Polnische Zwangsarbeiter kamen als Wirte für die Erregerläuse zu Tode. 1946 stellte die Krakauer Staatsanwaltschaft deshalb Haftbefehl gegen Heinrich Mückter, dem er sich jedoch durch Flucht in die westlichen Besatzungszonen entzog.
Ab Juni 1946 arbeitete Heinrich Mückter bei der Grünenthal GmbH in Stolberg. Es war ihm unter nie ganz geklärten Umständen gelungen, in England an einen Penicillinstamm zu kommen und in Stolberg damit eine Penicillinproduktion aufzubauen, die sich seinerzeit zu einem florierenden Geschäftszweig Grünenthals entwickelte.
Später wurde dort unter seiner Leitung die Substanz N-Phthalylglutaminsäureamid, die die Bezeichnung Thalidomid erhielt, entwickelt. Thalidomid bildete die Grundlage des Schlaf- und Beruhigungsmittels Contergan, das am 1. Oktober 1957 in den Handel gebracht wurde und als in Deutschland nicht verschreibungspflichtiges Präparat häufig an schwangere Frauen beworben wurde. Thalidomid war aber nicht nur die Grundlage für Contergan, sondern wurde auch Präparaten wie Grippex und Algosediv beigefügt. Contergan ist für die Fehlbildung von ca. 5.000–10.000 neugeborenen Kindern, die Ende der 1950er/Anfang der 1960er Jahre zur Welt kamen, sowie für zahlreiche Fehlgeburten ursächlich. Weiterhin ergaben sich nach der Einnahme sehr ernste Nervenschäden bei Erwachsenen. Der Humangenetiker Widukind Lenz rief am 15. November 1961 Mückter an und forderte eine Rücknahme des Mittels. Nach einem Zeitungsartikel in der Welt am Sonntag vom 26. November 1961 zog Grünenthal schließlich am darauffolgenden Tag Contergan aus dem Handel zurück. Im Januar 1968 wurde Mückter und weiteren verantwortlichen Mitarbeitern der Grünenthal GmbH der Prozess gemacht. Dieser endete im April 1970 mit einem Vergleich.
Mückter wurde nie wegen seiner Menschenversuche angeklagt. Er starb am 22. Mai 1987 und fand seine letzte Ruhestätte auf dem Aachener Waldfriedhof. Sein Sohn Harald Mückter (1952–2020) war ebenfalls Arzt und Pharmakologe sowie Leiter der Forschungsgruppe Zelluläre Toxikologie und Toxikokinetik an der LMU München. Er trug aktiv zur Aufklärung der Contergan-Geschichte bei.